# 泗州
泗州（ししゅう）は、中国にかつて存在した州。南北朝時代から民国初年にかけて、現在の安徽省東北部および江蘇省西部にまたがる地域に設置された。

## 魏晋南北朝時代
北魏により設置された南徐州を前身とする。南朝梁により東徐州、東魏により東楚州、南朝陳により安州、北周により泗州と改称された。

## 隋代
隋初には、泗州は3郡4県を管轄した。597年（開皇17年）に宋州、605年（大業元年）邳州が廃止され、その管轄県が統合された。607年（大業3年）、郡制施行に伴い、泗州は下邳郡と改称され、下部に7県を管轄した。隋代の行政区分に関しては下表を参照。
| 隋代の行政区画変遷 | 隋代の行政区画変遷 | 隋代の行政区画変遷 | 隋代の行政区画変遷 | 隋代の行政区画変遷 | 隋代の行政区画変遷 | 隋代の行政区画変遷 | 隋代の行政区画変遷 | 隋代の行政区画変遷 | 隋代の行政区画変遷 | 隋代の行政区画変遷                             |
| 区分               | 開皇元年           | 開皇元年           | 開皇元年           | 開皇元年           | 開皇元年           | 開皇元年           | 開皇元年           | 開皇元年           | 区分               | 大業3年                                        |
| ------------------ | ------------------ | ------------------ | ------------------ | ------------------ | ------------------ | ------------------ | ------------------ | ------------------ | ------------------ | ---------------------------------------------- |
| 州                 | 泗州               | 泗州               | 泗州               | 宋州               | 宋州               | 邳州               | 邳州               | 邳州               | 郡                 | 下邳郡                                         |
| 郡                 | 宿豫郡             | 高平郡             | 淮陽郡             | 夏丘郡             | 潼郡               | 下邳郡             | 武原郡             | 郯郡               | 県                 | 宿豫県 徐城県 淮陽県 夏丘県 下邳県 良城県 郯県 |
| 県                 | 宿豫県             | 高平県             | 淮陽県 臨清県      | 晋陵県             | 睢陵県             | 下邳県             | 武原県             | 郯県               | 県                 | 宿豫県 徐城県 淮陽県 夏丘県 下邳県 良城県 郯県 |

## 唐代
621年（武徳4年）、唐により下邳郡は泗州と改められた。742年（天宝元年）、泗州は臨淮郡と改称された。758年（乾元元年）、臨淮郡は泗州の称にもどされた。泗州は河南道に属し、臨淮・漣水・徐城の3県を管轄した。

## 宋代
宋のとき、泗州は淮南東路に属し、臨淮・虹・淮平の3県を管轄した。1142年（紹興12年）、金に奪われたが、後に奪回した。
金のとき、泗州ははじめ山東西路に属した。1166年（大定6年）、南京路に転属した。泗州は臨淮・虹・淮平・睢寧の4県と安河・呉城・青陽・翟家湾・千仙・通海の6鎮を管轄した。

## 元代
元のとき、泗州は淮安路に属し、臨淮・虹・盱眙・天長・五河の5県を管轄した。

## 明代以降
明のとき、泗州は鳳陽府に属し、盱眙・天長の2県を管轄した。
1724年（雍正2年）、清により泗州は直隷州に昇格した。泗州直隷州は安徽省に属し、盱眙・天長・五河の3県を管轄した。
1912年、中華民国により泗州直隷州は廃止された。